# 費雷拉杜阿連特茹
38°3′N 8°6′W / 38.050°N 8.100°W
費雷拉杜阿連特茹（葡萄牙語：Ferreira do Alentejo），是葡萄牙的城鎮，位於該國南部，由貝雅區負責管轄，始建於1516年，面積648.25平方公里，2011年人口8,255，人口密度每平方公里12.73人。